# 梁水真
梁水真（1988年9月2日—）是一名韩国现代五项运动员，身高1.64米，体重50千克。曾参加2010年广州亚运会现代五项比赛，并获得女子个人铜牌和女子团体银牌。